# Creso (grano)

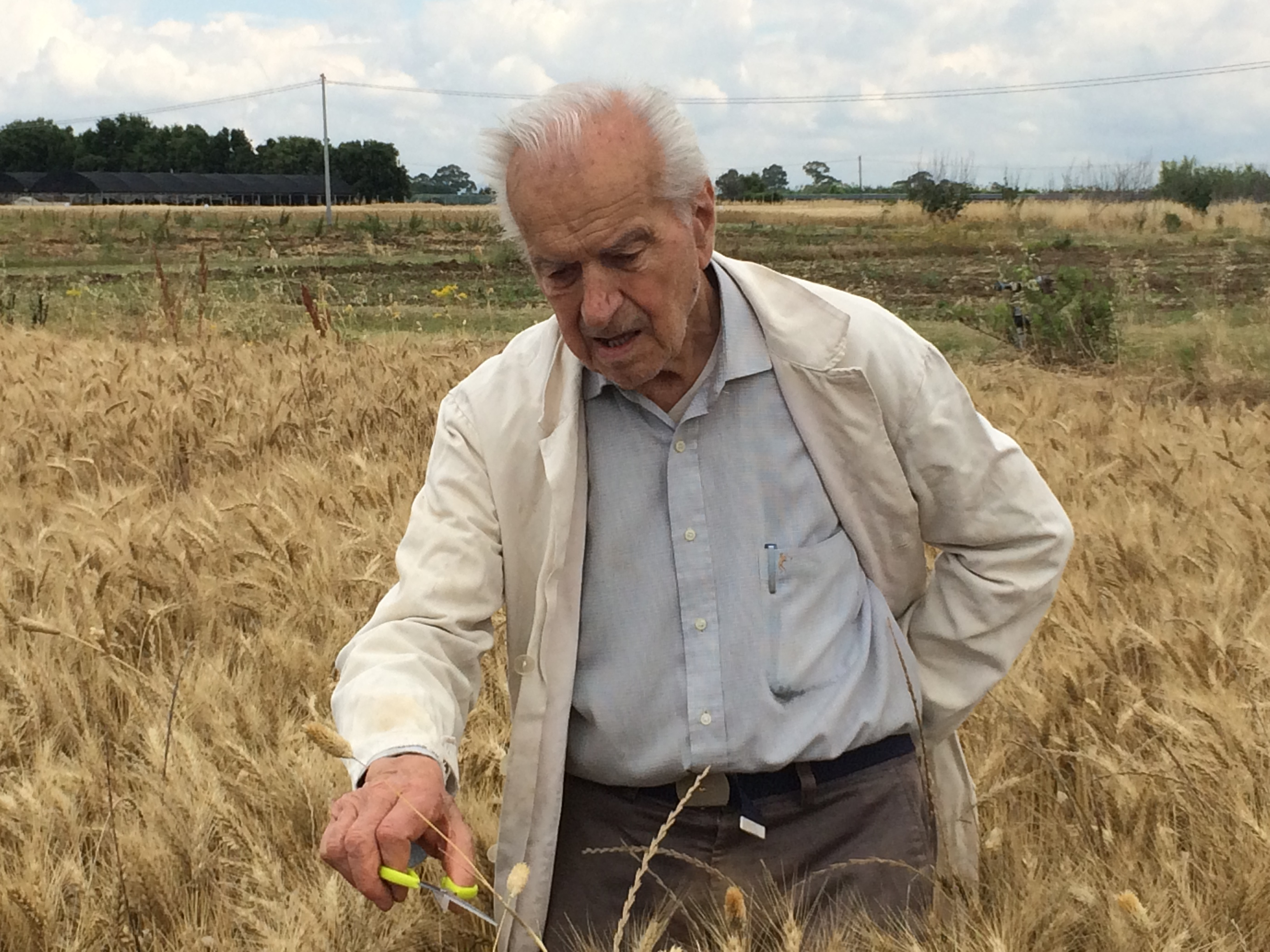
Carlo Mosconi, co-costitutore del frumento duro "Creso"

La Creso è una cultivar di frumento duro (Triticum durum) autunno-primaverile medio-precoce.

## Storia
È stata ottenuta, nel 1974, mediante ibridazione e successiva selezione: proviene dall'incrocio di un frumento duro messicano del Centro Internacional de Mejoramiento de Maíz y Trigo - CIMMYT ((Yt 54 N10-B) Cp2-63) Tc2, derivato da un incrocio tra grani duri e teneri con una linea mutante (Cp B144) indotta da una irradiazione combinata di neutroni e raggi gamma nel frumento duro Cappelli, entrambi a paglia corta.
Questa varietà ha portato la produzione di grano duro in Italia da 1,83 t/ha nel 1974, a 2,54 t/ha nel 1994; con un incremento rispetto al Capeiti del 20-30%, sostituendolo rapidamente. A sua volta il Creso venne sostituito dal Simeto a partire del 1994.

## Caratteristiche

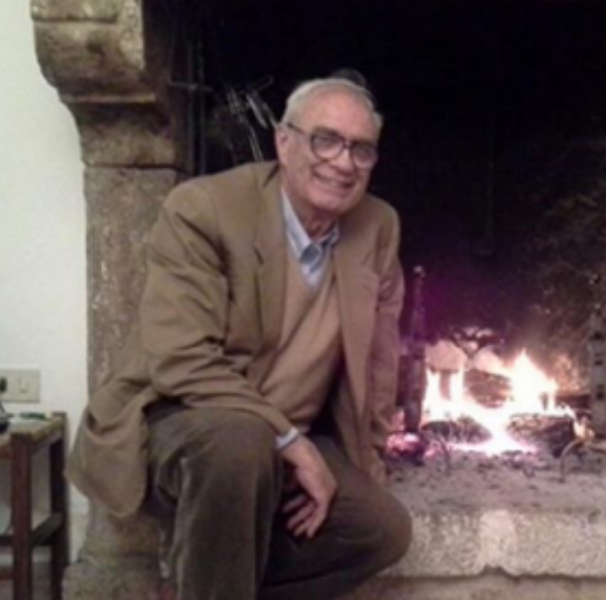
Alessandro Bozzini

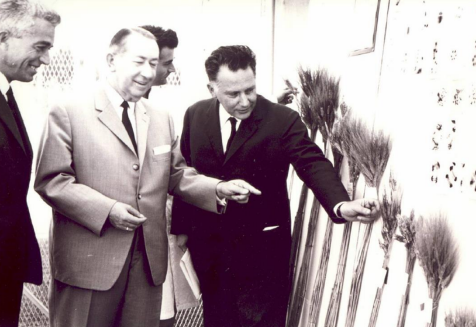
Scarascia Mugnozza e Gianfranco Franco direttore del Centro, 1966

Il Creso fu ottenuto da Alessandro Bozzini e Carlo Mosconi all'interno del gruppo di genetisti del Centro della Casaccia del CNEN, ora ENEA (Bagnara, D'Amato, Rossi, Scarascia Mugnozza ed altri). La sua principale caratteristica è quella di avere una taglia ridotta (70‐80 centimetri) rispetto ai frumenti duri esistenti all'epoca (130‐150 cm), che ha reso la cultivar molto resistente all'allettamento. Grazie anche alla resistenza a molte razze di ruggine bruna e al Fusarium graminearum, il Creso presentava livelli produttivi decisamente superiori a quelli delle cultivar italiane fino ad allora coltivate, come per esempio i grani antichi siciliani.
La caratteristica più notevole della bassa statura del Creso, che impedisce l'allettamento, è dovuta al gene Rht 1, gene presente sul cromosoma 4 codificante la produzione di gibberellina.
Altre caratteristiche innovative della varietà sono l'adattabilità ai diversi climi, la possibilità di essere concimata in modo importante insieme alla presenza di culmi robusti che migliorano la resistenza del grano all’allettamento.

## Diffusione

### Diffusione in Italia
Iscritto al registro delle varietà nel 1974, Creso ebbe immediata e ampia diffusione per la sua larga adattabilità, produttività, e buone qualità di pastificazione (negli anni '80 e '90 ha rappresentato oltre il 50% della produzione di frumento duro in Italia).
La cultivar è ancor oggi largamente diffusa in Italia (rappresenta ancora quasi il 10% della produzione italiana di frumento duro), soprattutto nel Centro-Nord (dove ha sostituito il grano tenero in alcune aree) grazie alla sua tardività che le permette di esprimere appieno le sue potenzialità produttive (fino a 10 tonnellate per ettaro in condizioni particolari).

### Diffusione nel mondo
Inoltre, si può considerare che buona parte della produzione mondiale di frumento duro sia ottenuta da cultivar derivate dal Creso. Esso è stato infatti utilizzato in programmi di miglioramento genetico in molti paesi, dalla Cina all'Australia, all'Argentina, agli USA, al Canada e presso i grandi Centri di Ricerca Internazionali (CIMMYT, ICARDA, CSIRO, ecc.).

## Alimentazione
Il Creso e le cultivar da esso derivate, sono state sospettati di essere la causa di un aumento nel numero di casi di celiachia, in ragione del suo contenuto di glutine che sarebbe più elevato del normale; si tratta tuttavia di accuse prive di fondamento e non supportate da ricerche scientifiche, inoltre la quantità di glutine del Creso non è diversa da quello di diverse altre varietà di grano.